# Dècada del 150
La dècada del 150 comprèn el període que va des de l'1 de gener del 150 fins al 31 de desembre del 159.

## Personatges destacats
- Antoní Pius, emperador romà (138-161)
- Claudi Ptolemeu
- Anicet I, papa (155-166)
- Pius I, papa (140-155)